# Muara Mais
Muara Mais is een bestuurslaag in het regentschap Mandailing Natal van de provincie Noord-Sumatra, Indonesië. Muara Mais telt 456 inwoners (volkstelling 2010).